# Minyas cyanea
Minyas cyanea is een zeeanemonensoort uit de familie Minyadidae.
Minyas cyanea is voor het eerst wetenschappelijk beschreven door Brandt in 1835.